# 美脉柿
美脉柿（学名：Diospyros caloneura）为柿科柿属下的一个种。

## 扩展阅读
維基物種上的相關：美脉柿